# Sineugraphe exusta
Sineugraphe exusta är en fjärilsart som beskrevs av Butler 1878. Sineugraphe exusta ingår i släktet Sineugraphe och familjen nattflyn. Inga underarter finns listade i Catalogue of Life.